# Айше Султан (дочка шехзаде Баязида)
Айше Султан (тур. Ayşe Sultan; 1553, Конья — 1572, Стамбул) — дочка шехзаде Баязида від невідомої наложниці. Внучка Сулеймана I і Хюррем Султан.

## Біографія
Народилася в 1553 році в Коньї; була сьомою дитиною і другою дочкою з дев'яти дітей Баязид. У 1561 році батько Айше і п'ятеро її братів були страчені; сім'я Баязида була перевезена в Стамбул. У тому ж році старша сестра Айше, Міхрумах, була видана заміж. Сама Айше вийшла заміж в 1568 році у віці 15 років за бейлербея Токата — Ератнаоглу Ходжа Алі-пашу. Айше Султан померла в 1572 році під час пологів.

## У культурі
- У серіалі «Величне століття: Роксолана» Айше є дочкою Баязид від його наложниці Рани Султан.